# Campionati del mondo di atletica leggera 2013 - 1500 metri piani maschili
La gara dei 1500 metri piani maschili si è svolta tra mercoledì 14 agosto e domenica 18 agosto 2013.

## Podio
| Pos.    | Atleta             | Nazionalità | Tempo   |
| ------- | ------------------ | ----------- | ------- |
| Oro     | Asbel Kiprop       | Kenya       | 3'36"28 |
| Argento | Matthew Centrowitz | Stati Uniti | 3'36"78 |
| Bronzo  | Johan Cronje       | Sudafrica   | 3'36"83 |

## Situazione pre-gara

### Record
Prima di questa competizione, il record del mondo (WR) e il record dei campionati (CR) erano i seguenti.
| Record                | Prestazione | Atleta                     | Data                            | Competizione              |
| --------------------- | ----------- | -------------------------- | ------------------------------- | ------------------------- |
| Record mondiale       | 3'26"00     | Hicham El Guerrouj Marocco | 14 luglio 1998 Roma, Italia     |                           |
| Record dei campionati | 3'27"65     | Hicham El Guerrouj Marocco | 24 agosto 1999 Siviglia, Spagna | Campionati del mondo 1999 |

### Campioni in carica
I campioni in carica, a livello mondiale e olimpico, erano:
| Campione | Atleta                    | Prestazione | Data                                  | Competizione               |
| -------- | ------------------------- | ----------- | ------------------------------------- | -------------------------- |
| Olimpico | Taoufik Makhloufi Algeria | 3'34"08     | 7 agosto 2012 Londra, Regno Unito     | Giochi della XXX Olimpiade |
| Mondiale | Asbel Kiprop Kenya        | 3'35"69     | 3 settembre 2011 Taegu, Corea del Sud | Campionati del mondo 2011  |

### La stagione
Prima di questa gara, gli atleti con le migliori tre prestazioni dell'anno erano:
| Pos. | Atleta                      | Prestazione | Data                                            |
| ---- | --------------------------- | ----------- | ----------------------------------------------- |
| 1    | Asbel Kiprop Kenya          | 3'27"72     | 19 luglio 2013 Montecarlo, Principato di Monaco |
| 2    | Mohamed Farah Regno Unito   | 3'28"81     | 19 luglio 2013 Montecarlo, Principato di Monaco |
| 3    | Caleb Mwangangi Ndiku Kenya | 3'29"50     | 19 luglio 2013 Montecarlo, Principato di Monaco |

## Risultati
| LEGENDA: | NR | Record Nazionale | PB | Primato personale | SB | Primato stagionale |

### Batterie
Qualificazione: i primi sei di ogni serie (Q) e i sei tempi migliori tra gli esclusi (q) si qualificano alle semifinali.
| Pos. | Batteria | Nome                 | Nazionalità    | Tempo   | Note |
| ---- | -------- | -------------------- | -------------- | ------- | ---- |
| 1    | 1        | Asbel Kiprop         | Kenya          | 3:38.15 | Q    |
| 2    | 3        | Nixon Chepseba       | Kenya          | 3:38.37 | Q    |
| 3    | 1        | Abdalaati Iguider    | Marocco        | 3:38.41 | Q    |
| 4    | 1        | Lopez Lomong         | Stati Uniti    | 3:38.48 | Q    |
| 5    | 3        | Nathan Brannen       | Canada         | 3:38.49 | Q    |
| 6    | 3        | Mekonnen Gebremedhin | Etiopia        | 3:38.55 | Q    |
| 7    | 3        | Bethwell Birgen      | Kenya          | 3:38.60 | Q    |
| 8    | 3        | Matthew Centrowitz   | Stati Uniti    | 3:38.62 | Q    |
| 9    | 1        | Ayanleh Souleiman    | Gibuti         | 3:38.63 | Q    |
| 10   | 3        | Homiyu Tesfaye       | Germania       | 3:38.66 | Q    |
| 11   | 1        | Florian Carvalho     | Francia        | 3:38.70 | Q    |
| 12   | 1        | Henrik Ingebrigtsen  | Norvegia       | 3:38.78 | Q    |
| 13   | 3        | Bouabdellah Tahri    | Francia        | 3:38.82 | q    |
| 14   | 3        | Chris O'Hare         | Germania       | 3:38.86 | q    |
| 15   | 1        | Aman Wote            | Etiopia        | 3:38.89 | q    |
| 16   | 3        | Mohamed Moustaoui    | Marocco        | 3:39.20 | q    |
| 17   | 1        | Valentin Smirnov     | Russia         | 3:39.21 | q    |
| 18   | 2        | Silas Kiplagat       | Kenya          | 3:39.31 | Q    |
| 19   | 2        | Leonel Manzano       | Stati Uniti    | 3:39.39 | Q    |
| 20   | 2        | İlham Tanui Özbilen  | Turchia        | 3:39.31 | Q    |
| 21   | 1        | Nick Willis          | Nuova Zelanda  | 3:38.89 | q    |
| 22   | 2        | Johan Cronje         | Sudafrica      | 3:39.95 | Q    |
| 23   | 1        | Mohamad Al-Garni     | Qatar          | 3:40.01 |      |
| 24   | 2        | Carsten Schlangen    | Germania       | 3:40.31 | Q    |
| 25   | 3        | Pieter-Jan Hannes    | Belgio         | 3:40.39 |      |
| 26   | 2        | Zakaria Mazouzi      | Marocco        | 3:40.76 | Q    |
| 27   | 2        | Zebene Alemayehu     | Etiopia        | 3:41.28 |      |
| 28   | 2        | Andreas Vojta        | Austria        | 3:41.51 |      |
| 29   | 2        | Emad Noor            | Arabia Saudita | 3:41.68 |      |
| 30   | 1        | David Bustos         | Spagna         | 3:41.69 |      |
| 31   | 2        | Simon Denissel       | Francia        | 3:42.06 |      |
| 32   | 3        | Flavio Seholhe       | Mozambico      | 3:53.18 |      |
| 33   | 3        | Nabil Al-Garbi       | Yemen          | 3:59.95 | SB   |
| 34   | 2        | Omar Mohamed Abdi    | Somalia        | 4:00.00 |      |
| 35   | 3        | Omar Bachir          | Niger          | 4:00.18 | PB   |
| 36   | 1        | Mamadou Barry        | Guinea         | 4:16.38 | SB   |
| 37   | 1        | Thinley Tenzin       | Bhutan         | 4:24.54 | PB   |
|      | 2        | Imed Touil           | Algeria        | DNS     |      |

### Semifinale
Qualificazione: i primi cinque di ogni serie (Q) e i due tempi migliori tra gli esclusi (q) si qualificano alla finale.
| Pos. | Batteria | Nome                 | Nazionalità   | Tempo   | Note  |
| ---- | -------- | -------------------- | ------------- | ------- | ----- |
| 1    | 2        | Nixon Chepseba       | Kenya         | 3:35.88 | Q     |
| 2    | 2        | Matthew Centrowitz   | Stati Uniti   | 3:35.95 | Q     |
| 3    | 2        | Mohamed Moustaoui    | Marocco       | 3:36.12 | Q     |
| 4    | 2        | Florian Carvalho     | Francia       | 3:36.26 | Q     |
| 5    | 2        | Henrik Ingebrigtsen  | Norvegia      | 3:36.33 | Q, SB |
| 6    | 2        | Homiyu Tesfaye       | Germania      | 3:36.51 | q     |
| 7    | 2        | Nathan Brannen       | Canada        | 3:36.59 | q     |
| 8    | 2        | Aman Wote            | Etiopia       | 3:36.94 |       |
| 9    | 2        | Ilham Tanui Özbilen  | Turchia       | 3:37.07 |       |
| 10   | 2        | Bethwell Birgen      | Kenya         | 3:37.34 |       |
| 11   | 2        | Ayanleh Souleiman    | Gibuti        | 3:37.96 |       |
| 12   | 1        | Asbel Kiprop         | Kenya         | 3:43.30 | Q     |
| 13   | 1        | Silas Kiplagat       | Kenya         | 3:43.52 | Q     |
| 14   | 1        | Mekonnen Gebremedhin | Etiopia       | 3:43.54 | Q     |
| 15   | 1        | Chris O'Hare         | Regno Unito   | 3:43.58 | Q     |
| 16   | 1        | Johan Cronje         | Sudafrica     | 3:43.71 | Q     |
| 17   | 1        | Lopez Lomong         | Stati Uniti   | 3:43.79 |       |
| 18   | 1        | Nicholas Willis      | Nuova Zelanda | 3:43.80 |       |
| 19   | 1        | Leonel Manzano       | Stati Uniti   | 3:44.00 |       |
| 20   | 1        | Bouabdellah Tahri    | Francia       | 3:44.24 |       |
| 21   | 2        | Abdalaati Iguider    | Marocco       | 3:44.36 |       |
| 22   | 1        | Carsten Schlangen    | Germania      | 3:44.44 |       |
| 23   | 1        | Zakaria Mazouzi      | Marocco       | 3:45.54 |       |
| 24   | 1        | Valentin Smirnov     | Russia        | 3:46.03 |       |

### Finale
| Pos. | Nome                 | Nazionalità | Tempo   | Note |
| ---- | -------------------- | ----------- | ------- | ---- |
|      | Asbel Kiprop         | Kenya       | 3:36.28 |      |
|      | Matthew Centrowitz   | Stati Uniti | 3:36.78 |      |
|      | Johan Cronje         | Sudafrica   | 3:36.83 |      |
| 4    | Nixon Chepseba       | Kenya       | 3:36.87 |      |
| 5    | Homiyu Tesfaye       | Germania    | 3:37.03 |      |
| 6    | Silas Kiplagat       | Kenya       | 3:37.11 |      |
| 7    | Mekonnen Gebremedhin | Etiopia     | 3:37.21 |      |
| 8    | Henrik Ingebrigtsen  | Norvegia    | 3:37.52 |      |
| 9    | Mohamed Moustaoui    | Marocco     | 3:38.08 |      |
| 10   | Nathan Brannen       | Canada      | 3:38.09 |      |
| 11   | Florian Carvalho     | Francia     | 3:39.17 |      |
| 12   | Chris O'Hare         | Regno Unito | 3:46.04 |      |